# Ruta Provincial 227 (Buenos Aires)
La Ruta Provincial 227 es una carretera de 121 km de la Provincia de Buenos Aires que une la ciudad de Quequén con el norte de Napaleofú. Hasta 1988 fue una ruta de jurisdicción nacional.

## Historia
El estado nacional en 1954 había pavimentado el tramo entre Puerto de  Quequén y la localidad de Lobería, con una longitud de 49 km.
El gobernador de la provincia de Buenos Aires propuso a la Nación en 1977 que la provincia pagara el dinero que demandaba las obras de pavimentación de los 67,92 km para completar la carretera. Luego de la firma del convenio con la Dirección Nacional de Vialidad el 8 de febrero de 1978, el ente provincial licitó, el 23 de marzo de 1979, los dos tramos en los que se dividió la obra. En ambos sectores el ancho de la carpeta asfáltica era de 7,40 m.
El primer sector, de 42 km de extensión entre Napaleofú y el paraje El Bonete, fue inaugurado el 16 de marzo de 1981. Las autoridades provinciales inauguraron la obra completa el 12 de octubre de 1981.
Mediante el Decreto Nacional 1595 del año 1979, se prescribió que este camino pasara a jurisdicción provincial. La Provincia de Buenos Aires se hizo cargo del mismo en 1988, cambiando su denominación a Ruta Provincial 227.

## Localidades
Las ciudades y pueblos por los que pasa esta ruta de sur a norte son los siguientes (los pueblos con menos de 5.000 habitantes figuran en itálica).

### Provincia de Buenos Aires
Recorrido: 121 km (kilómetro 0-121)
- Partido de Necochea: Quequén (kilómetro 0), .
- Partido de Lobería: Tamangueyú (km 45) y Lobería (km 50).
- Partido de Balcarce: Napaleofú (km 112).